# Gawker
Gawker — американский интернет-таблоид, запустившийся в 2003 году в формате блога о знаменитостях и массмедиа. Издание позиционировало себя как «ресурс дневных манхэттенских медиановостей и сплетен». Согласно SimilarWeb, к 2015 году сайт ежемесячно посещали более 23 миллионов человек. Gawker являлся флагманским активом Gawker Media, управлявшего семью СМИ (Jezebel, Deadspin, Kotaku и др.). Редактором сайта с октября 2015 года был Алекс Пэриини.
Популярность Gawker обрёл за счёт публикации материалов, нарушающих конфиденциальность и полученных незаконным путём.
10 июня 2016 года было объявлено о начале банкротства Gawker из-за проигранного судебного иска Халку Хогану на сумму в 140 миллионов долларов, 18 августа Gawker Media объявило о закрытии gawker.com через неделю, и отсутствии влияния этого события на судьбу других активов медиахолдинга. Последняя статья проекта посвящена слову fuck.

## История
Gawker был основан Ником Дентоном после ухода из Financial Times в 2002 году. Первым редактором стала Elizabeth Spiers. Официальный запуск проекта состоялся в декабре 2002 года. После ухода, её заменил бывший арт дилер Choire Sicha. В августе 2004 года он был назначен редакционным директором Gawker Media (покинул пост через шесть месяцев ради The New York Observer), а изданием стала руководить Джессика Коэн.
В 2005 году функции редактора были разделены: вместе с Коэн изданием руководили приглашённые редакторы из Нью-Йоркских блогов; Мэтт Хэйбер привлекался как соредактор на несколько месяцев, а Джесс Оксфелд продержалась дольше. В июле 2006 года контракт с ней не был продлён, был нанят Алекс Балк. На новую должность главного редактора был нанят бывший автор туристического блога Gridskipper (принадлежащего Gawker Media).
28 сентября 2006 года Коэн объявила об уходе из издания ради позиции заместителя главного редактора в Vanity Fair.
В декабре 2009 года Дентон был выдвинут «Adweek» в номинации «Media Entrepreneur of the Decade», Gawker был назван «Блогом десятилетия».

## Скандалы
В 2007 году Gawker опубликовал статью «Peter Thiel is totally gay, people», раскрывавшую некоторые подробности личной жизни Питера Тиль, вопреки его просьбам. С тех пор Тиль помогал нескольким пострадавшим от публикаций Gawker судиться с сайтом.